# Bruce Nicholson
Bruce Nicholson (...) è un effettista statunitense.
Artista degli effetti speciali, ha lavorato con i più celebri registi, tra i quali, Steven Spielberg, John Carpenter e George Lucas, arrivando a vincere due premi Oscar per i migliori effetti speciali.

## Biografia
Dopo aver conseguito il bachelor in scienze sociali all'Università della California - Berkeley, frequenta il corso di film all'Università della California, Los Angeles, per poi approdare al suo primo lavoro nel settore, quello su Guerre stellari, dopo il quale viene incaricato di supervisionare il lavoro sulle miniature e il compositing de L'Impero colpisce ancora, per il quale si aggiudica il suo primo premio Oscar. Negli anni ha lavorato per compagnie come la Industrial Light & Magic e i Tippett Studio.

## Filmografia

### Effetti visivi
- Guerre stellari (Star Wars), regia di George Lucas (1977)
- Incontri ravvicinati del terzo tipo (Close Encounters of the Third Kind), regia di Steven Spielberg (1977)
- Galactica - serie TV, 1x1 (1978)
- Guerre stellari - L'Impero colpisce ancora (The Empire Strikes Back), regia di Irvin Kershner (1980)
- Il drago del lago di fuoco (Dragonslayer), regia di Matthew Robbins (1981)
- I predatori dell'arca perduta (Raiders of the Lost Ark, regia di Steven Spielberg (1981)
- E.T. l'extra-terrestre (E.T. the Extra-Terrestrial), regia di Steven Spielberg (1982)
- Poltergeist - Demoniache presenze (Poltergeist), regia di Tobe Hooper (1982)
- Star Trek II: L'ira di Khan (Star Trek: The Wrath of Khan), regia di Nicholas Meyer (1982)
- Guerre stellari - Il ritorno dello Jedi (Return of the Jedi), regia di Richard Marquand (1983)
- Starman, regia di John Carpenter (1984)
- Indiana Jones e il tempio maledetto (Indiana Jones and the Temple of Doom), regia di Steven Spielberg (1984)
- La storia infinita (Die unendliche Geschichte), regia di Wolfgang Petersen (1984)
- Explorers, regia di Joe Dante (1985)
- Howard e il destino del mondo (Howard the Duck), regia di Willard Huyck (1986)
- Miracolo sull'8ª strada (*batteries not included), regia di Matthew Robbins (1987)
- Nightmare 3: I guerrieri del sogno (A Nightmare on Elm Street 3: Dream Warriors), regia di Chuck Russell (1987)
- Willow, regia di Ron Howard (1988)
- L'uomo dei sogni (Field of Dreams), regia di Phil Alden Robinson (1989)
- Always - Per sempre (Always), regia di Steven Spielberg (1989)
- Ghost - Fantasma (Ghost), regia di Jerry Zucker (1990)
- Avventure di un uomo invisibile (Memoirs of an Invisible Man), regia di John Carpenter (1992)
- The Meteor Man, regia di Robert Townsend (1993)
- Il seme della follia (In the Mouth of Madness), regia di John Carpenter (1995)
- Villaggio dei dannati (John Carpenter's Village of the Damned), regia di John Carpenter (1995)
- Armageddon - Giudizio finale (Armageddon), regia di Michael Bay (1998)
- Trappola criminale (Reindeer Games), regia di John Frankenheimer (2000)
- Matrix Reloaded, regia di Larry e Andy Wachowski (2003)
- Matrix Revolutions, regia di Larry e Andy Wachowski (2003)
- The Day After Tomorrow - L'alba del giorno dopo (The Day After Tomorrow), regia di Roland Emmerich (2004)
- Æon Flux - Il futuro ha inizio (Æon Flux), regia di Karyn Kusama (2005)
- La tela di Carlotta (Charlotte's Web), regia di Gary Winick (2006)
- La mia super ex-ragazza (My Super Ex-Girlfriend), regia di Ivan Reitman (2006)
- Io sono leggenda (I Am Legend), regia di Francis Lawrence (2007)
- Spider-Man 3, regia di Sam Raimi (2007)
- Speed Racer, regia di Larry e Andy Wachowski (2008)
- La mummia - La tomba dell'Imperatore Dragone (The Mummy: Tomb of the Dragon Emperor), regia di Rob Cohen (2008)
- Australia, regia di Baz Luhrmann (2008)
- The Twilight Saga: New Moon, regia di Chris Weitz (2009)
- Cani & gatti - La vendetta di Kitty (Cats & Dogs: The Revenge of Kitty Galore), regia di Brad Peyton (2010)
- The Twilight Saga: Eclipse, regia di David Slade (2010)
- Real Steel, regia di Shawn Levy (2011)
- The Twilight Saga: Breaking Dawn - Parte 1 (The Twilight Saga: Breaking Dawn: Part 1), regia di Bill Condon (2011)
- Battleship, regia di Peter Berg - non accreditato (2012)
- Iron Man 3, regia di Shane Black (2013)
- Elysium, regia di Neill Blomkamp (2013)

### Attore
- Il peggior allenatore del mondo (The Comebacks), regia di Tom Brady - non accreditato (2007)